# Puchar Ameryki Północnej w narciarstwie alpejskim mężczyzn 2012/2013
Puchar Ameryki Północnej w narciarstwie alpejskim mężczyzn w sezonie 2012/2013 jest kolejną edycją tego cyklu. Pierwsze zawody rozegrano na 24 listopada 2012 roku w amerykańskim Loveland, a ostatnie rozegrane zostaną 17 marca 2013 roku w kanadyjskim Calgary.

## Podium zawodów
| Lp  | Data              | Miejsce         | Konkurencja     | Zwycięzca            | 2. miejsce               | 3. miejsce                |
| 1.  | 24 listopada 2012 | Loveland        | slalom          | Jonathan Nordbotten  | Leif Kristian Haugen     | David Chodounsky          |
| 2.  | 25 listopada 2012 | Loveland        | slalom          | Leif Kristian Haugen | Christoph Noesig         | Julien Cousineau          |
| 3.  | 26 listopada 2012 | Aspen           | gigant          | Marcel Hirscher      | Giovanni Borsotti        | Thomas Fanara             |
| 4.  | 27 listopada 2012 | Aspen           | gigant          | Roberto Nani         | Marcus Sandell           | Stefan Luitz              |
| 5.  | 5 grudnia 2012    | Copper Mountain | zjazd           | Jared Goldberg       | Thomas Biesemeyer        | Marvin Ackermann          |
| 6.  | 6 grudnia 2012    | Copper Mountain | zjazd           | Jared Goldberg       | Bryce Bennett            | Aleksander Glebow         |
| 7.  | 8 grudnia 2012    | Copper Mountain | supergigant     | Aleksander Glebow    | Jared Goldberg           | Philipp Zepnik            |
| 8.  | 9 grudnia 2012    | Copper Mountain | supergigant     | Jack Auty            | Jeffrey Frisch           | William Schuessler Bedard |
| 9.  | 12 grudnia 2012   | Panorama        | slalom          | Paul Stutz           | Colby Granstrom          | Jared Goldberg            |
| 10. | 13 grudnia 2012   | Panorama        | slalom          | Trevor Philp         | Philip Brown             | Trevor White              |
| 11. | 14 grudnia 2012   | Panorama        | gigant          | Brennan Rubie        | Ford Swette              | David Donaldson           |
| 12. | 15 grudnia 2012   | Panorama        | gigant          | Brennan Rubie        | William St. Germain      | Seppi Stiegler            |
| 13. | 16 grudnia 2012   | Panorama        | superkombinacja | Jared Goldberg       | Mark Engel               | Philip Brown              |
| 14. | 17 grudnia 2012   | Panorama        | supergigant     | Brennan Rubie        | Morgan Pridy             | Jeffrey Frisch            |
| 15. | 31 stycznia 2013  | Vail            | gigant          | Kiefer Christianson  | Nikolai Tornoe Narvestad | Nicholas Krause           |
| 16. | 1 lutego 2013     | Vail            | gigant          | Ford Swette          | Sasha Zaitsoff           | Kiefer Christianson       |
| 17. | 2 lutego 2013     | Vail            | slalom          | Paul Stutz           | Michael Janyk            | Philip Brown              |
| 18. | 3 lutego 2013     | Vail            | slalom          | Paul Stutz           | Michael Janyk            | Philip Brown              |
| 19. | 8 lutego 2013     | Apex            | zjazd           | Conrad Pridy         | Jared Goldberg           | Jeffrey Frisch            |
| 20. | 10 lutego 2013    | Apex            | zjazd           | Jeffrey Frisch       | Conrad Pridy             | John Kucera               |
| 21. | 11 lutego 2013    | Apex            | supergigant     | Nick Daniels         | Conrad Pridy             | Vincent Lajoie            |
| 21. | 12 marca 2013     | Nakiska         | supergigant     | Morgan Pridy         | Tyler Werry              | Dustin Cook               |
| 22. | 13 marca 2013     | Nakiska         | superkombinacja | Morgan Pridy         | Erik Read                | Philip Brown              |
| 23. | 14 marca 2013     | Nakiska         | gigant          | David Donaldson      | Philip Brown             | Robby Kelley              |
| 24. | 15 marca 2013     | Nakiska         | gigant          | Philip Brown         | Robby Kelley             | Espen Lysdahl             |
| 25. | 16 marca 2013     | Calgary         | slalom          | Colby Granstrom      | Michael Janyk            | Julien Cousineau          |
| 26. | 17 marca 2013     | Calgary         | slalom          | Jonathan Nordbotten  | Michael Janyk            | Will Brandenburg          |

## Klasyfikacja generalna (po 28 z 28 konkurencji)
| Lp. | Zawodnik            | Punkty |
| --- | ------------------- | ------ |
| 1.  | Jared Goldberg      | 1069   |
| 2.  | Philip Brown        | 903    |
| 3.  | Morgan Pridy        | 798    |
| 4.  | Jeffrey Frisch      | 649    |
| 5.  | Sasha Zaitsoff      | 522    |
| 6.  | Erik Read           | 518    |
| 7.  | Nick Daniels        | 493    |
| 8.  | Trevor Philp        | 461    |
| 9.  | Bryce Bennett       | 455    |
| 10. | Kiefer Christianson | 434    |

| Miejsce | Zawodnik          | Punkty |
| ------- | ----------------- | ------ |
| 1.      | Jared Goldberg    | 320    |
| 2.      | Jeffrey Frisch    | 246    |
| 3.      | Bryce Bennett     | 192    |
| 4.      | Conrad Pridy      | 181    |
| 5.      | Morgan Pridy      | 165    |
| 6.      | Thomas Biesemeyer | 125    |
| 7.      | Aleksander Glebow | 105    |
| 8.      | Wiley Maple       | 102    |
| 9.      | Nick Daniels      | 100    |
| 10.     | Dustin Cook       | 95     |

| Miejsce | Zawodnik            | Punkty |
| ------- | ------------------- | ------ |
| 1.      | Philip Brown        | 345    |
| 2.      | David Donaldson     | 317    |
| 3.      | Kiefer Christianson | 296    |
| 4.      | Ford Swette         | 239    |
| 5.      | Brennan Rubie       | 231    |
| 6.      | Seppi Stiegler      | 212    |
| 7.      | William St. Germain | 176    |
| 8.      | Sasha Zaitsoff      | 165    |
| 9.      | Robby Kelley        | 158    |
| 9.      | Alexander Ploner    | 158    |

| Miejsce | Zawodnik             | Punkty |
| ------- | -------------------- | ------ |
| 1.      | Paul Stutz           | 368    |
| 2.      | Michael Janyk        | 320    |
| 3.      | Jonathan Nordbotten  | 299    |
| 4.      | Colby Granstrom      | 262    |
| 5.      | Philip Brown         | 260    |
| 6.      | Espen Lysdahl        | 257    |
| 7.      | Sasha Zaitsoff       | 245    |
| 8.      | Trevor White         | 231    |
| 9.      | Trevor Philp         | 219    |
| 10.     | Leif Kristian Haugen | 180    |

| Miejsce | Zawodnik       | Punkty |
| ------- | -------------- | ------ |
| 1.      | Morgan Pridy   | 455    |
| 2.      | Jared Goldberg | 381    |
| 3.      | Jeffrey Frisch | 217    |
| 4.      | Nick Daniels   | 222    |
| 5.      | Tyler Werry    | 176    |
| 6.      | Erik Read      | 170    |
| 7.      | Conrad Pridy   | 168    |
| 8.      | Brennan Rubie  | 163    |
| 9.      | Dustin Cook    | 160    |
| 10.     | Philip Brown   | 150    |

| Miejsce | Zawodnik       | Punkty |
| ------- | -------------- | ------ |
| 1.      | Morgan Pridy   | 140    |
| 2.      | Mark Engel     | 125    |
| 3.      | Philip Brown   | 120    |
| 4.      | Jared Goldberg | 115    |
| 5.      | Trevor Philp   | 90     |
| 6.      | Erik Read      | 80     |
| 7.      | Matthew Strand | 74     |
| 8.      | Sasha Zaitsoff | 72     |
| 9.      | Eian Sandvik   | 65     |
| 10.     | Max Marno      | 34     |